# Малый Андаман
Ма́лый Анда́ман (англ. Little Andaman island, хинди लिटल अंदमान, на языке Онге: Gaubolambe) — четвёртый по площади остров Андаманских островов площадью в 734,39 км², находящийся в южной части архипелага. От острова Рутланд, архипелага Большой Андаман, отделён проливом Дункан.

## География
.

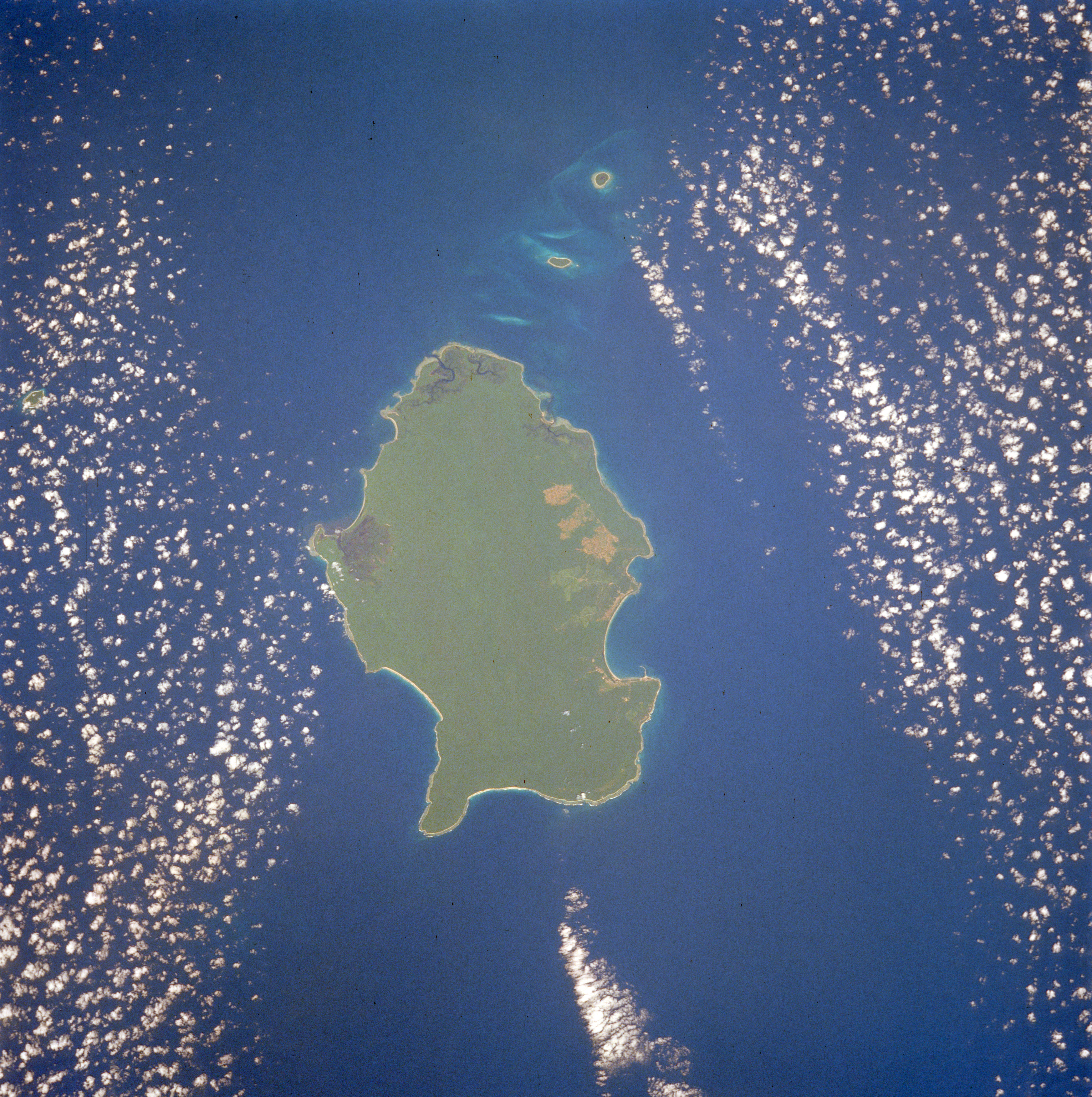
1990 год. Снимок Малого Андамана со спутника; два островка, известные как «Братья», расположены чуть выше, в проливе Дункана

В низменной части острова широко распространен тропический лес и водятся несколько редких видов морских черепах. В 1960-х годах индийское правительство начало программу колонизации, сконцентрированную, главным образом, на лесозаготовках, но впоследствии она была свернута, и в 2002 году было вынесено судебное постановление в защиту острова.
В деревне Kwate-tu-Kwage, расположенной в заливе Хут, на восточном побережье острова, имеется глубоководный причал, к которому можно подойти через коралловый риф.
Малый Андаман часто противопоставляется Большому Андаману.

## Население
Остров является родиной народа Онге, которые называют его Egu Belong, и является племенной резервацией с 1957 года. При переписи в 2001 году популяция острова составляла 17 528 человек, в 4093 домашних хозяйствах, расположенных в 18 деревнях.